# Ipomoea noemana
Ipomoea noemana (лат.) — вид растений семейства Convolvulaceae, эндемик Перу. Это один из 10 видов, выбранных ботаниками в Королевском ботаническом саду Кью из видов, описанных в 2020 году.

## Название
Эпитет noemana дан в честь филантропа Ноэме Кано Флорес которая внесла финансовый вклад в изучение разнообразия растений на восточных склонах региона Анкаш.

## Описание
Цветки розовые, а клубни пурпурные диаметром 10 см.

## Использование человеком
Клубни можно есть в сыром виде. Растение было хорошо известно местному населению, хотя его научное описание растения было сделано только в 2020 году.